# レオポル・ド・ソシュール

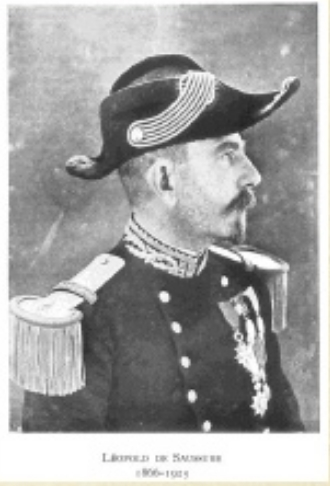
レオポル・ド・ソシュール

レオポル・ド・ソシュール（Léopold de Saussure、1866年 - 1925年） は、スイス出身のフランスの中国学者、天文学者、海軍軍人。古代中国の天文学の研究で知られる。
スイス・ジュネーヴ出身。フランス海軍兵学校、フランス国立東洋言語文化学院卒業。海軍士官として日本、中国、仏領インドシナで勤務した。言語学者のフェルディナン・ド・ソシュールは兄、数学者のルネ・ド・ソシュールは弟。